# Canon de 240 mm modèle 1902

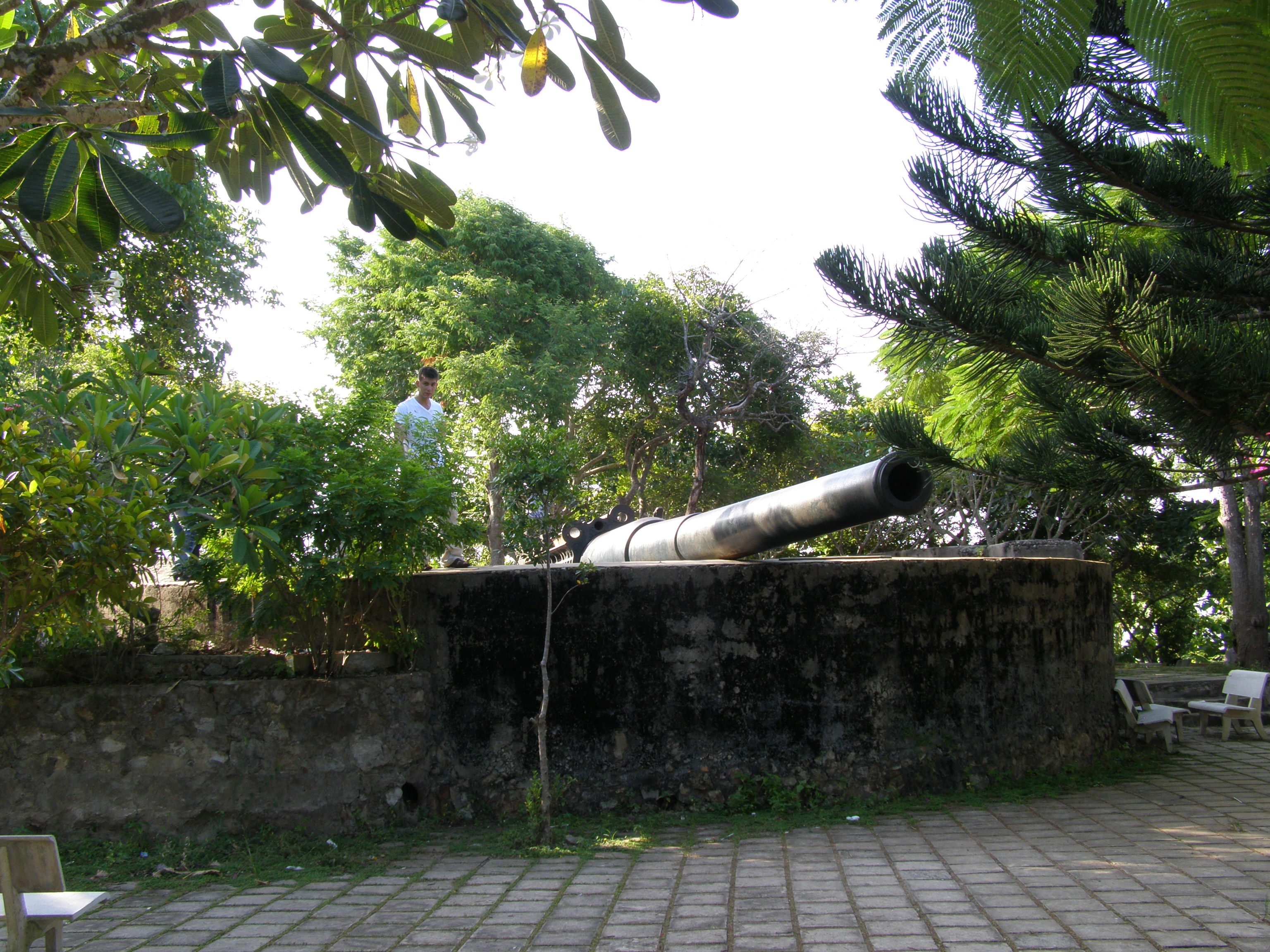
Eine ehemalige 24-cm-Kanone des Modells 1902 nahe Vũng Tàu (Aufnahme aus dem Jahr 2012)

Die Canon de 240 mm modèle 1902 war ein Schiffsgeschütz der französischen Marine aus dem frühen 20. Jahrhundert. Diese ab 1902 entwickelten Geschütze waren speziell als halbschwere Artillerie für die Semi-dreadnoughts der Danton-Klasse konstruiert worden und kamen auf den Schiffen dieses Typs ab 1907 zum Einbau, wobei jedes der Schiffe zwölf dieser Geschütze in sechs Zwillingstürmen führte. Nach der Außerdienststellung der letzten Einheiten der Danton-Klasse in den 1930er Jahren, wurden einige der Kanonen noch als Küstengeschütze verwendet und kamen während des Zweiten Weltkrieges zum Einsatz. 

## Technische Aspekte
Die Canon de 240 mm modèle 1902 – vor dem Einbau auf der Danton-Klasse ab 1907 wurde die Kanone nochmals überarbeitet, unter anderem wurden die Richtsysteme innerhalb der Geschütztürme leicht verändert, was dazu führte, dass diese überarbeitete Version als Canon de 240 mm modèle 1906 bezeichnet wurde; die Leistungsdaten blieben indessen identisch – war insgesamt 12,22 Meter lang (inklusive Verschluss) und besaß ein Gewicht von 29,55 Tonnen. Die Dotierung je Geschütz lag bei 85 Granaten. Für den Einsatz, wobei die Mündungsgeschwindigkeit des Geschützes bei 800 m/s lag, standen zwei Granattypen zur Verfügung – eine Panzersprenggranate und eine reine Brisanzgranate –, die jeweils 221 Kilogramm wogen und eine Länge von 84,5 Zentimetern besaßen. Die Feuergeschwindigkeit lag durchschnittlich bei etwa zwei Schuss pro Minute.
Die Reichweite des Schiffsgeschützes betrug, bedingt dadurch, dass die Rohrwiegen des Zwillingsturmes nur eine maximale Rohrerhöhung von 13 Grad zuließen, rund 14.000 Meter. Im Einsatz als Küstengeschütz indessen wurde, da die offenen Barbetten eine Rohrerhöhung von bis zu 45 Grad ermöglichten, eine maximale Schussweite von 23.812 Metern erzielt. Auf eine Distanz von 10.000 Metern besaß das Geschütz gegenüber Panzerstahl eine Durchschlagsleistung von 206 Millimetern. Das Geschütz war so aufgebaut, dass drei Mitglieder der Bedienmannschaft ausreichten, um das Rohr mit einer Geschwindigkeit von ca. 2,5 Grad pro Sekunde manuell zu drehen.

## Einsatz
Die Geschütze kamen während des Ersten Weltkrieges an Bord der Schiffe der Danton-Klasse zum Einsatz, etwa beim Gefecht vor Antivari im August 1914 gegen den k.u.k.-Kreuzer Zenta oder Ende 1916 bei der Beschießung von Athen durch das Schlachtschiff Mirabeau. 
Nach der Außerdienststellung der letzten Einheiten der Danton-Klasse in den 1930er Jahren wurden mehrere verbliebene 24-cm-Geschütze als Küstengeschütze eingesetzt und fanden Verwendung bei der Sicherung französischer Häfen in den weiter entfernten Kolonien. So wurden mindestens sieben Geschütze ab 1935/36 nach Französisch-Westafrika verbracht und dienten dort zur Verteidigung des Hafens von Dakar. Diese Geschütze, die unter anderem auf der Insel Gorée aufgestellt waren, spielten eine gewichtige Rolle bei der Verteidigung des Hafens durch das Vichy-Regime im September 1940 (siehe Gefecht von Dakar), als eine britisch-freifranzösischen Streitmacht erfolglos versuchte Dakar einzunehmen. Unter anderem wurde der britische Schwere Kreuzer Cumberland während dieser Kämpfe durch einen 24-cm-Treffer beträchtlich beschädigt und musste die Operation abbrechen.
Mindestens drei weitere 24-cm-Geschütze wurden 1937 nach Französisch-Indochina transportiert. Zwei dieser Kanonen wurden in betonierten Einzelbarbetten zur Sicherung des Hafens von Vũng Tàu herangezogen. 

## Verbleib
Einige der Geschütze existieren noch heute, wenngleich in nicht mehr nutzbarem und stark verwittertem Zustand. So finden sich zwei 24-cm-Kanonen in einer offenen Doppellafette auf der Insel Gorée vor Dakar. Eine weitere Kanone, ebenfalls in offener Küstengeschützstellung, ist nahe Vũng Tàu zu besichtigen. In beiden Fällen sind die Geschützstellungen frei zugänglich und können von Touristen besucht werden. 